# El tron de plata
El tron de plata (en anglès: The Silver Chair) és una novel·la fantàstica creada per l'escriptor irlandés C.S. Lewis  i publicada per Geoffrey Bles el 1953. Va ser la quarta de set novel·les publicades a Les cròniques de Nàrnia (1950–1956), però es va convertir en el volum sisè en edicions recents seqüenciades en ordre cronològic de la història de Nàrnia. Macmillan US va publicar una edició americana revisada dins de l'any natural. Com les altres, va ser il·lustrada per Pauline Baynes i la seva obra s'ha conservat en moltes edicions posteriors.
El llibre explica els fets que li succeïren a Eustace, personatge presentat en l'anterior llibre, i a la seva amiga, Jill Pole, que portats al món de Nàrnia per Aslan, hauran de buscar el príncep Rillian, fill de Caspian X i hereu al tron, per les terres del nord del regne i en els territoris subterranis.